# Nagy-Bodó Tibor
Nagy-Bodó Tibor (Marosvásárhely, 1968. szeptember 20. –) erdélyi magyar publicista, néprajzkutató.

## Életútja
A középiskolát a marosvásárhelyi Unirea Líceumban végezte (1987); főiskolai diplomát az esztergomi Vitéz János Tanítóképző Főiskolán szerzett (1991). 1990-ben a Bihari Naplónál, 1991–92-ben a Valóság c. lapnál újságíró; 1992–93-ban a Novos Könyvkiadó, 1994-től a Juventus Kiadó és a Tabu Magazin belső munkatársa, utóbbi főszerkesztő-helyettese; közben 1992–93-ban a Marosvásárhelyi Rádió szerkesztőségének, 1995-től a helyi Mix FM Rádiónak a riportere. 1996–98 között főszerkesztőként jegyzi a Csupavicc című lapot.
Első írásait a marosvásárhelyi Vörös Zászló közölte (1985); cikkei jelentek meg a Falvak Népe, Népújság, Ifi-Fórum, Új Sport, Pesti Riport, Kacsa, Blikk c. lapokban is.

## Köteteiből
- Isten könnyei. A marosvásárhelyi zsidóság rövid története. Marosvásárhely, 1991
- Borszék. Székelyföld igazgyöngye a múltban és a jelenben. Marosvásárhely, 1997